# Carduus acicularis
Espèce
Classification phylogénétique
Le chardon à aiguilles ou chardon à épingles (Carduus acicularis) est une espèce de plante herbacée de la famille des Asteraceae.

## Description
Plante bisannuelle de 25-50 cm d'après Tela-botanica. Annuelle pour la Société Botanique du Vaucluse et atteignant 60 à 160 cm de haut.
Les fleurs sont roses (purpurines), les capitules sont assez petits, solitaires, non agglomérés, portés par un pédoncule non feuillé supérieurement. L'involucre est "ovoïde oblong" (1,5 fois la largeur) et subcylindrique. Aranéeux et à folioles glanduleuses.
La tige dressée, étroitement ailée, a des feuilles épineuses très tomenteuses et blanches en dessous ; les feuilles caulinaires sont décurrentes.
Les bractées de l'involucre sont étroites, rétrécies, terminées par une longue pointe linéaire, non arquée.
- Risque de confusion : proche de Carduus pycnocephalus mais différent par ses capitules allongés  et plus solitaires (rarement deux agrégés sur une tige). Une autre différence concernant la floraison : elle est généralement plus tardive que celle de Carduus pycnocephalus et de Carduus tenuiflorus. Inflorescence ressemblant très fortement à celle de Galactites elegans.

## Caractéristiques
Organes reproducteurs
- Couleur dominante des fleurs : rose (purpurine)
- Période de floraison : juin-juillet
- Inflorescence : racème de capitules
- Sexualité : hermaphrodite
- Ordre de maturation :
- Pollinisation : entomogame, autogame

Graine
- Fruit : akène
- Dissémination : anémochore

Habitat et répartition
- Habitat type : très rare, friches annuelles, thermophiles, estivales, xérophiles espèce assez fugace qui fréquente les milieux secondaires (friches xériques, remblais, bords de chemins...). Sur terrains calcaires.
- Aire de répartition : Originaire de la Méditerranée orientale :
  - Turquie, Bulgarie, Grèce, Croatie,  puis atteignant l'Italie, la Sicile.
  - En France : Bouches-du-Rhône (Les plus grandes populations en région d'Aix, plateau d'Arbois, le Puy-Sainte-Réparade, Roquefavour...), Var et Alpes-Maritimes (en régression, Lorgues, Flassans, le Luc, Draguignan, Trans-en Provence[4]), Vaucluse (très peu, Cucuron[5]).

Protection
- Régionale : PACA : espèce protégée (Article 1).